# Nico Sijmens
Nico Sijmens (Diest, 1 april 1978) is een Belgisch voormalig wielrenner. 

## Carrière
Sijmens was professional vanaf 2001 en begon zijn carrière bij Vlaanderen-T Interim. Sinds 2004 reed hij voor Landbouwkrediet - Colnago. Met ingang van 2009 vertrok hij naar Cofidis. In 2014 reed hij voor Wanty-Groupe Gobert.
Met terugwerkende kracht won Sijmens in 2010 de vijftiende etappe in de Ronde van Spanje, nadat de aanvankelijke winnaar Carlos Barredo uit de uitslag werd geschrapt.

## Belangrijkste overwinningen
2000
- 3e etappe deel A GP Tell

2001
- 3e etappe Ronde van de Somme

2003
- 4e en 6e etappe Ronde van Oostenrijk
- 3e etappe Circuito Montañés
- 2e etappe Ronde van China

2004
- GP Pino Cerami

2005
- Hel van het Mergelland
- 2e etappe Rothaus Regio-Tour
- Eindklassement Rothaus Regio-Tour

2006
- 3e etappe Ronde van het Waalse Gewest

2007
- Beverbeek Classic
- Hel van het Mergelland

2010
- 15e etappe Ronde van Spanje (na schrapping Carlos Barredo)

2012
- 2e etappe Boucles de la Mayenne

2013
- 3e etappe Rhône-Alpes Isère Tour
- Eindklassement Rhône-Alpes Isère Tour

## Resultaten in voornaamste wedstrijden
| Jaar | Ronde van Italië | Ronde van Frankrijk | Ronde van Spanje |
| ---- | ---------------- | ------------------- | ---------------- |
| 2003 |                  |                     |                  |
| 2004 | 68e              |                     |                  |
| 2005 |                  |                     |                  |
| 2006 |                  |                     |                  |
| 2007 |                  |                     |                  |
| 2008 |                  |                     |                  |
| 2009 |                  |                     |                  |
| 2010 | 104e             |                     | 94e (1)          |
| 2011 |                  |                     | 73e              |
| 2012 |                  |                     | 87e              |
| 2013 |                  |                     | 78e              |
| 2014 |                  |                     |                  |

| Jaar | Milaan-San Remo | Gent-Wevelgem | Ronde van Vlaanderen | Parijs-Roubaix | Amstel Gold Race | Luik-Bast.‑Luik | Ronde van Lombardije | Parijs-Brussel | Parijs-Tours | Brabantse Pijl |  | WK op de weg |  | Wereldranglijsten |
| ---- | --------------- | ------------- | -------------------- | -------------- | ---------------- | --------------- | -------------------- | -------------- | ------------ | -------------- |  | ------------ |  | ----------------- |
| 2003 |                 |               |                      |                |                  |                 |                      |                |              | 12e            |  | 61e          |  |                   |
| 2004 |                 |               |                      |                | 49e              |                 |                      |                |              | ↑              |  | 83e          |  |                   |
| 2005 |                 |               |                      |                | opgave           | opgave          |                      | 91e            | 114e         | 25e            |  |              |  |                   |
| 2006 |                 |               |                      |                |                  |                 |                      | 46e            | opgave       | 27e            |  |              |  |                   |
| 2007 |                 |               |                      |                |                  | opgave          |                      | 111e           | 67e          | 51e            |  |              |  |                   |
| 2008 |                 |               |                      |                | opgave           | opgave          |                      |                | 168e         | 10e            |  |              |  |                   |
| 2009 |                 |               |                      |                | opgave           | 107e            | 45e                  | 7e             | 68e          |                |  |              |  | 256e (UWK)        |
| 2010 |                 |               |                      | buit.tijd      |                  |                 | opgave               |                | 37e          |                |  |              |  | 181e (UWK)        |
| 2011 | 150e            | 141e          | 107e                 | 67e            | 103e             |                 |                      |                |              | 50e            |  |              |  |                   |
| 2012 |                 | 148e          |                      | opgave         |                  |                 |                      |                |              |                |  |              |  |                   |
| 2013 |                 |               |                      | opgave         |                  |                 |                      |                | opgave       | 62e            |  |              |  |                   |
| 2014 |                 |               |                      |                | opgave           |                 |                      |                |              | 58e            |  |              |  |                   |